# 科格爾山 (德国)
47°43′09″N 11°40′27″E / 47.71919°N 11.67409°E

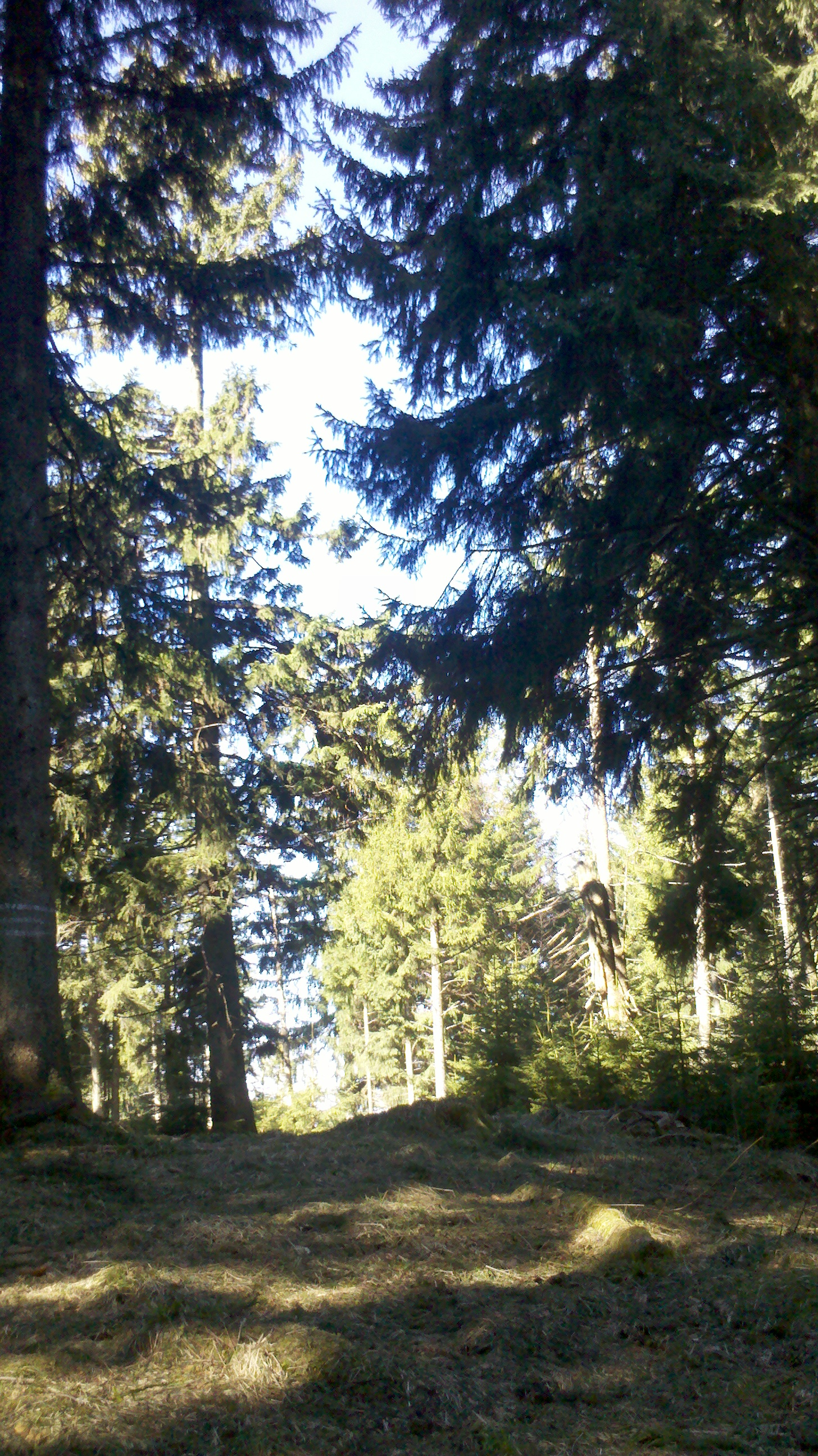

科格爾山（德語：Kogelkopf），是德國的山峰，位於該國東南部，由巴伐利亞負責管轄，屬於巴伐利亞前阿爾卑斯山脈的一部分，距離盧肯山0.5公里，海拔高度1,324米，每年平均降雨量1,764毫米。